# João de Rezende Tostes
João de Rezende Tostes (Juiz de Fora, 24 de dezembro de 1885 — 6 de outubro de 1949) foi um político brasileiro filho de Cândido Bernardino Teixeira Tostes e Maria Luiza de Rezende.

## Bibliografía
Foi casado com Carmen Sílvia Paleta de Rezende Tostes, filha do deputado Constantino Luís Paleta, e pai do  deputado federal constituinte, Lahyr Tostes. No pleito de 14 de outubro de 1934 elegeu-se deputado federal na legenda do Partido Progressista de Minas Gerais, exercendo o mandato de 3 de maio de 1935 a 10 de novembro de 1937, quando o advento do Estado Novo suprimiu os órgãos legislativos do país.

A terceira visita de Vargas a cidade de Juiz de Fora, ocorre pelo motivo de seu aniversário, em 19 de Abril de 1934. O chefe do Governo Provisório, junto da esposa Sra. Darci Vargas e filhas, a convite do Dr. João Rezende Tostes, foi comemorar anos, em uma de suas Fazendas, chamada de São Mateus em Juiz de Fora. A ocasião mereceu algumas notas no diário de Vargas.   O retorno estava agendado para o dia seguinte, mas Vargas decidiu estender a sua estada com a família Tostes, fato este que revela a posição diferenciada ocupada pela cidade e seus políticos, mas o determinante mesmo sobre o prestigio politico de Juiz de Fora para Vargas: 
“Ontem, à noite, palestrando com os jornalistas, o Sr. Getúlio Vargas declarou que iria sugerir ao Sr. Antônio Carlos a mudança da Capital da República para Belo Horizonte, e o estabelecimento da capital de Minas em Juiz de Fora.”    (entrevista de Getúlio Vargas ao Diário Mercantil, realizada em 19/04/1934)
Com os acontecimentos que levaram ao golpe do Estado Novo em 1937, Getúlio consolida suas características politicas, adaptando-se novamente a esse momento, transfigurando para o autoritarismo, perde o apoio de Antônio Carlos, apesar de continuarem amigos, o Dr. João Tostes não concordava com o novo governo, levando a um inevitável afastamento de ambos.

.